# Palaeopropithecus
Palaeopropithecus is een uitgestorven primatengeslacht uit de familie van de Palaeopropithecidae dat ongeveer 1000 jaar geleden op Madagaskar voorkwam. Één soort (Palaeopropithecus ingens), overleefde waarschijnlijk tot het jaar 1620. Deze dieren waren de grootste in de bomen levende vertegenwoordigers van de Palaeopropithecinae, een uitgestorven onderfamilie van de primaten die qua lichaamsbouw en leefwijze aan de huidige luiaards herinneren.

## Kenmerken
Palaeopropithecus kon een gewicht bereiken van 40 tot 60 kg en was beduidend groter dan de hedendaagse primaten van Madagaskar. De armen waren behoorlijk lang, maar de benen waren beduidend korter. De handen en voeten waren verlengd en haakvormig gebogen. Deze lichaamsbouw duidt op een trage leefwijze. De kop was langgerekt en de snuit was zeer beweeglijk. De onderste snijtanden stonden rechtop, de molaren waren smal en lang en uit de vorm van de tanden kon men opmaken dat deze dieren zich voornamelijk met bladeren voedden.

## Soorten
P. maximus leefde in de centrale delen van Madagaskar, terwijl P. kelyus in het noorden en P. ingens in het zuidwesten voorkwamen.

## Uitsterven
De gevonden resten waren 2300 tot 1000 jaar oud. De mens was door de kolonisatie van Madagaskar, 1500 jaar geleden, grotendeels verantwoordelijk voor het uitsterven van deze soort. Vanaf deze tijd zijn meer dan 15 primatensoorten verdwenen, deels door bejaging, deels door habitatvernietiging en mogelijk speelden ook klimaatveranderingen daar een rol in. Mede door zijn grootte en traagheid was het dier een lichte prooi voor jagers. Wanneer ze precies zijn uitgestorven is onbekend, maar geschat wordt op 500 tot 1000 jaar geleden.